# ByteFM
ByteFM ist ein deutschsprachiger Internetradiosender aus Hamburg. Die Redaktion hat ihren Sitz im Medienbunker auf dem Heiligengeistfeld in Hamburg-Sankt Pauli sowie in Berlin-Mitte.

## Geschichte

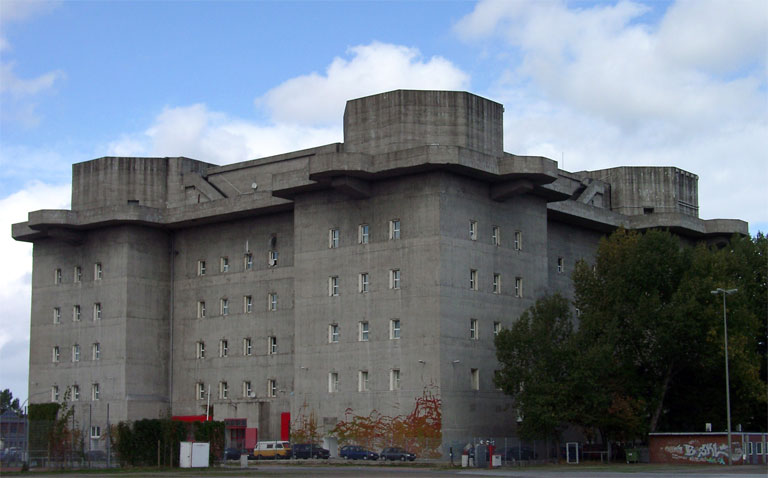
Der Medienbunker in Hamburg-Sankt Pauli (Ansicht vor Beginn der Umgestaltung)

ByteFM wurde vom Musikjournalisten Ruben Jonas Schnell gegründet. Das Internetradioprojekt nahm am 11. Januar 2008 sein Programm auf und zeichnet sich durch musikjournalistische Beiträge von ca. 100 Autoren aus, die zum Teil aus dem Umfeld öffentlich-rechtlicher Sendeanstalten stammen oder als Musikjournalisten unter anderem für Jazz thing, taz, Art oder Le Monde diplomatique arbeiten. Andere sind Musiker, etwa Frank Spilker von der Band Die Sterne. Unter anderem sind die ehemaligen hr3-Moderatoren Klaus Walter („Der Ball ist rund“) und Volker Rebell („Volkers Kramladen“), Klaus Fiehe von 1 Live (WDR) mit eigenen Sendungen beteiligt. Der Sender wurde als „Hörfunk-Musikspartenprogramm“ von der Medienanstalt Hamburg/Schleswig-Holstein zugelassen.
Laut Eigendarstellung hat ByteFM monatlich bis zu 850.000 Hörer und verzichtet auf eine computergenerierte Musikrotation. Der Sender definiert sich als musikbezogenes „Autorenradio“ und präsentiert „alles, was in der modernen Popmusik wichtig ist“. Dabei sollen auch Musikstile „wie etwa Dubstep, afrikanophile Sounds oder Neues aus der Welt der Songwriter“ ihren Platz finden. Im Programmplan gibt es moderierte Sendungen, Mitschnitte von Livekonzerten und exklusive Mixe von lokalen und internationalen Discjockeys.
Finanziert wird der Sender durch den Förderverein „Freunde von ByteFM e. V.“. Viele Mitarbeiter arbeiten ehrenamtlich, ein Kernteam erhält ein Honorar. Das Programm ist werbefrei. Seit September 2008 kooperiert das Netzradio mit der Webseite Zeit Online. Hörer können das Programm durch die Mitgliedschaft im Förderverein unterstützen.
Am 24. Juni 2009 wurde ByteFM mit dem Grimme Online Award Spezial ausgezeichnet, am 24. September 2009 mit dem Hamburger Musikpreis HANS als Musikmedium des Jahres und mit dem Medienpreis LeadAward. 2014 gewann der Sender den Rocco Clein Preis für Musikjournalismus. Außerdem war ByteFM 2010 ausgewählter Ort der Initiative „Deutschland – Land der Ideen“ unter der Schirmherrschaft des damaligen Bundespräsidenten Horst Köhler.

## Terrestrischer Empfang
Vom 16. bis 25. September 2010 wurde das Programm in Hamburg terrestrisch auf der Frequenz 91,7 MHz ausgestrahlt. Anlass hierfür war das Reeperbahn Festival; organisatorisch kam es zu einer Kooperation mit Alsterradio. Vom 26. September 2010 bis zum 31. Dezember 2021 sendete ByteFM täglich in der Zeit von 19 bis 22 Uhr in Hamburg terrestrisch auf der UKW-Frequenz 91,7 MHz. Dies geschah im Rahmen einer Kooperation mit 917xfm, einem Fensterprogramm von Alsterradio (seit 2018 ein Fensterprogramm von Rock Antenne Hamburg). Seit dem 1. Oktober 2016 sendet ByteFM zusätzlich täglich zwischen 10 und 12 Uhr sowie 21 und 22 Uhr terrestrisch in Berlin auf der UKW-Frequenz 91,0 MHz (im Rahmen einer Kooperation mit dem Offenen Kanal Alex Berlin) und sonntagabends ab 20 Uhr beim französischen Radiosender Euradionantes auf der Frequenz 101,3 MHz in Nantes.
Seit dem 3. Januar 2022 ist ByteFM in Hamburg ganztägig auf den Frequenzen 104,0 MHz (ehemals genutzt von Radio Hamburg) und 91,7 MHz (ehemals Alsterradio) empfangbar, mit jeweils 0,2 kW ERP. Letztere Frequenz wurde dafür vom Heinrich-Hertz-Turm in der Innenstadt zum Fernmeldeturm Hamburg-Lohbrügge verlagert.
Seit März 2022 sendet ByteFM auch in Berlin 24 Stunden täglich im Digitalradio DAB+ auf Kanal 7B.

## Bekannte Moderatoren

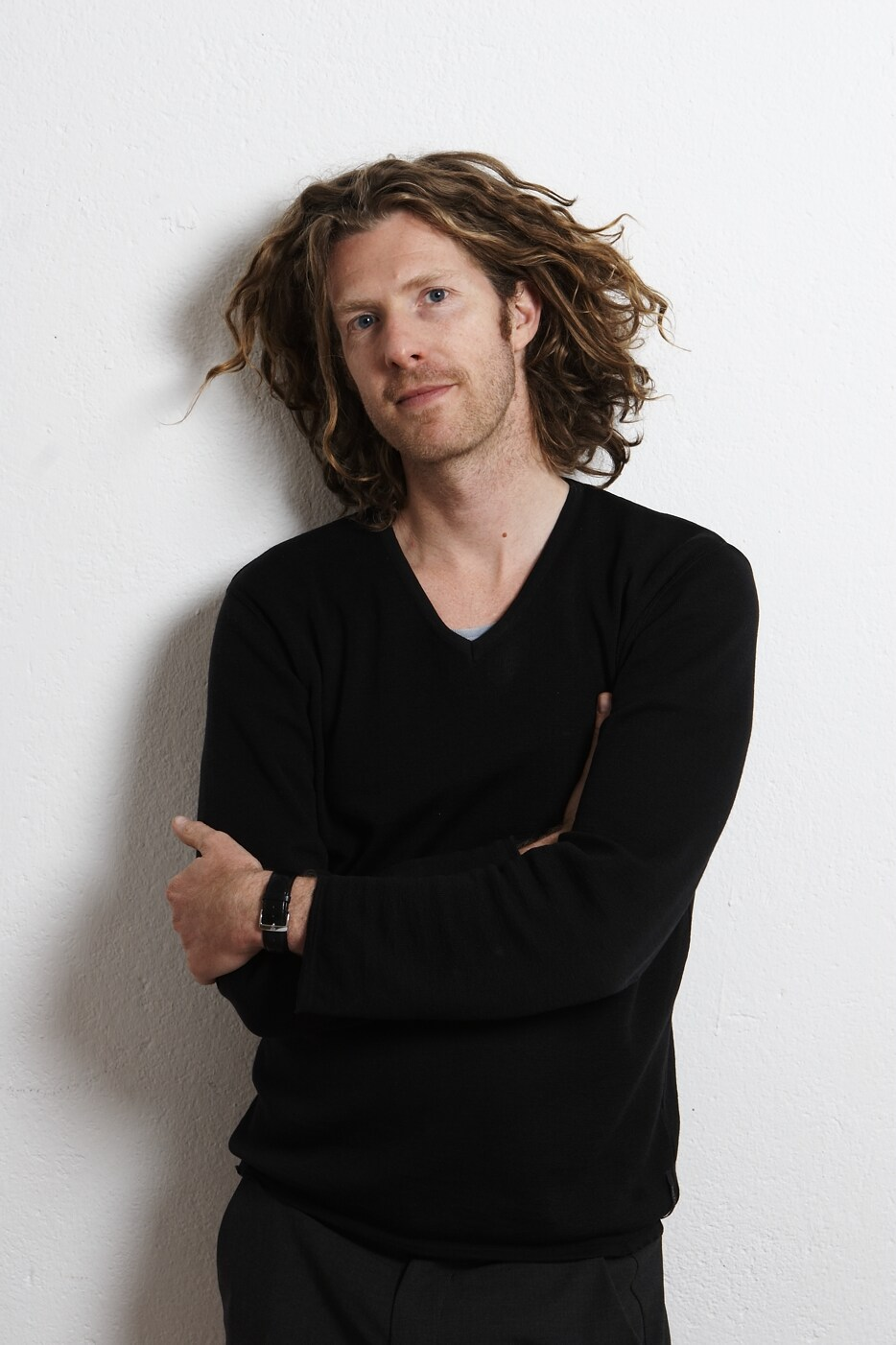
Ruben Jonas Schnell, Gründer des Senders

- Klaus Fiehe
- Volker Rebell
- Ruben Jonas Schnell
- Frank Spilker
- Klaus Walter
- Frank Witzel
- Sandra Zettpunkt
- Soetkin Elbers
- Martin Böttcher